# Henri Brisson
Henri Brisson (ur. 31 lipca 1835 w Bourges, zm. 14 kwietnia 1912 w Paryżu) – francuski polityk czasów III Republiki, dwukrotny premier Francji, mąż stanu, wolnomularz.

## Życiorys
Brisson urodził się w 1835 w Bourges jako syn adwokata. W 1871 został wybrany do Zgromadzenia Narodowego, gdzie był związany ze skrajną lewicą. Jako polityk był zdecydowanym zwolennikiem wprowadzenia obowiązku szkolnego a także antyklerykałem. W 1881 objął funkcję przewodniczącego Zgromadzenia Narodowego.
6 kwietnia 1885 został wybrany na premiera Francji. Urząd ten otrzymał po Julesu Ferrym. Po ponad ośmiu miesiącach rządzenia, 7 stycznia 1886 został zastąpiony przez Charles'a de Freycineta.
W następnych latach pełnił ważną rolę w ujawnieniu afery panamskiej a także był kandydatem na stanowisko prezydenta Francji w wyborach w 1894. 20 czerwca 1898 objął stanowisko premiera Francji. Swoje obowiązki jako premiera pełnił w czasie, kiedy Francja była podzielona aferą Dreyfusa. Mimo dużej popularności 1 listopada tego samego roku zrezygnował z pełnionej funkcji.
W ciągu kolejnych lat po raz kolejny kandydował na stanowisko prezydenta a od 1906 pełnił urząd przewodniczącego Zgromadzenia Narodowego.
Henri Brisson zmarł w Paryżu w 1912 wieku 76 lat.